# Crisi de l'illa Perejil
La crisi de l'illa Perejil entre el Marroc i Espanya es va produir l'11 de juliol de 2002, quan va ser ocupada per sis gendarmes marroquins, que van ser desallotjats el 18 de juliol després d'una contundent intervenció militar espanyola, ordenada pel govern d'Aznar, aleshores president de govern espanyol. La gravetat de la crisi de Perejil va arribar a provocar la mediació del Secretari d'Estat dels EUA, aliats de tots dos països, Colin Powell. El Marroc i Espanya en reivindiquen la sobirania, tot i que, des de l'incident de 2002 es manté l'statu quo existent fins llavors, caracteritzat per la no ocupació humana de l'illot, habitat només per un ramat de cabres, propietat de pastors marroquins.

## Context geogràfic
L'illa Perejil (nom en castellà; Laila, en àrab; Tura, en amazic) és una petita illa rocosa situada a 250 metres del Marroc, a 8 quilòmetres de la ciutat espanyola de Ceuta, a la frontera amb el Marroc, i a 13,5 quilòmetres de l'Espanya peninsular. L'illa està deserta, i és visitada només per alguns pastors marroquins.

## Antecedents
Des de 1996, durant la presidència del Govern de José María Aznar, les relacions hispano-marroquines van tenir diversos moments de tensió com la retirada per part del Govern marroquí per temps indefinit del seu ambaixador a Madrid en 2001 i la suspensió de la Reunió d'Alt Nivell prevista dos mesos després.

## Ocupació marroquina
Les tensions van augmentar l'11 de juliol de 2002, quan una dotzena de soldats marroquins van desembarcar a l'illa, equipats amb armes petites, una ràdio, i diverses tendes de campanya. Els soldats van aixecar la bandera del Marroc i van establir un campament. La Guàrdia Civil espanyola va desplegar diversos agents a l'illa en una petita llanxa patrullera de Ceuta. En arribar a l'illa, es van enfrontar als marroquins, que els va obligar a tornar a l'embarcació a punta de pistola. Els soldats espanyols havien arribat equipats amb armes de petit calibre.
Marroc va al·legar que l'ocupació es va produir per controlar la immigració il·legal i per lluitar contra els narcotraficants que utilitzen l'illa com a plataforma logística. Després de les protestes del govern espanyol, es van retirar els soldats, però van ser reemplaçats per guàrdies marines del Marroc, que van establir una base fixa a l'illa, la qual no va rebre més crítiques d'Espanya.

## Operació Romeo-Sierra
El 18 de juliol, a les 6:21h, el conflicte va esclatar quan Espanya va prendre l'illa per la força en una acció coneguda com a Operació Romeo-Sierra. L'atac es va dur a terme per 28 unitats del Grup d'Operacions Especials espanyol desplegades des de sis helicòpters provinents d'Alacant. Van comptar amb el suport de l'Armada Espanyola i l'Exèrcit de l'Aire espanyol. Els marroquins de l'illa, però, no van oferir cap resistència. En les següents hores, tots els membres de les Forces Auxiliars del Marroc van ser empresonats i l'illa va ser desallotjada. L'Armada Espanyola es pensava inicialment que hi havia dotze soldats marroquins a l'illa, però al final només sis guàrdies marines van ser capturats i evacuats en helicòpter a la caserna de la Guàrdia Civil de Ceuta, des d'on van ser transportats fins a la frontera marroquina per deixar-los en llibertat. En el transcurs del mateix dia, els comandos espanyols sobre l'illa van ser reemplaçats per soldats de la Legió Espanyola.

## Conseqüències

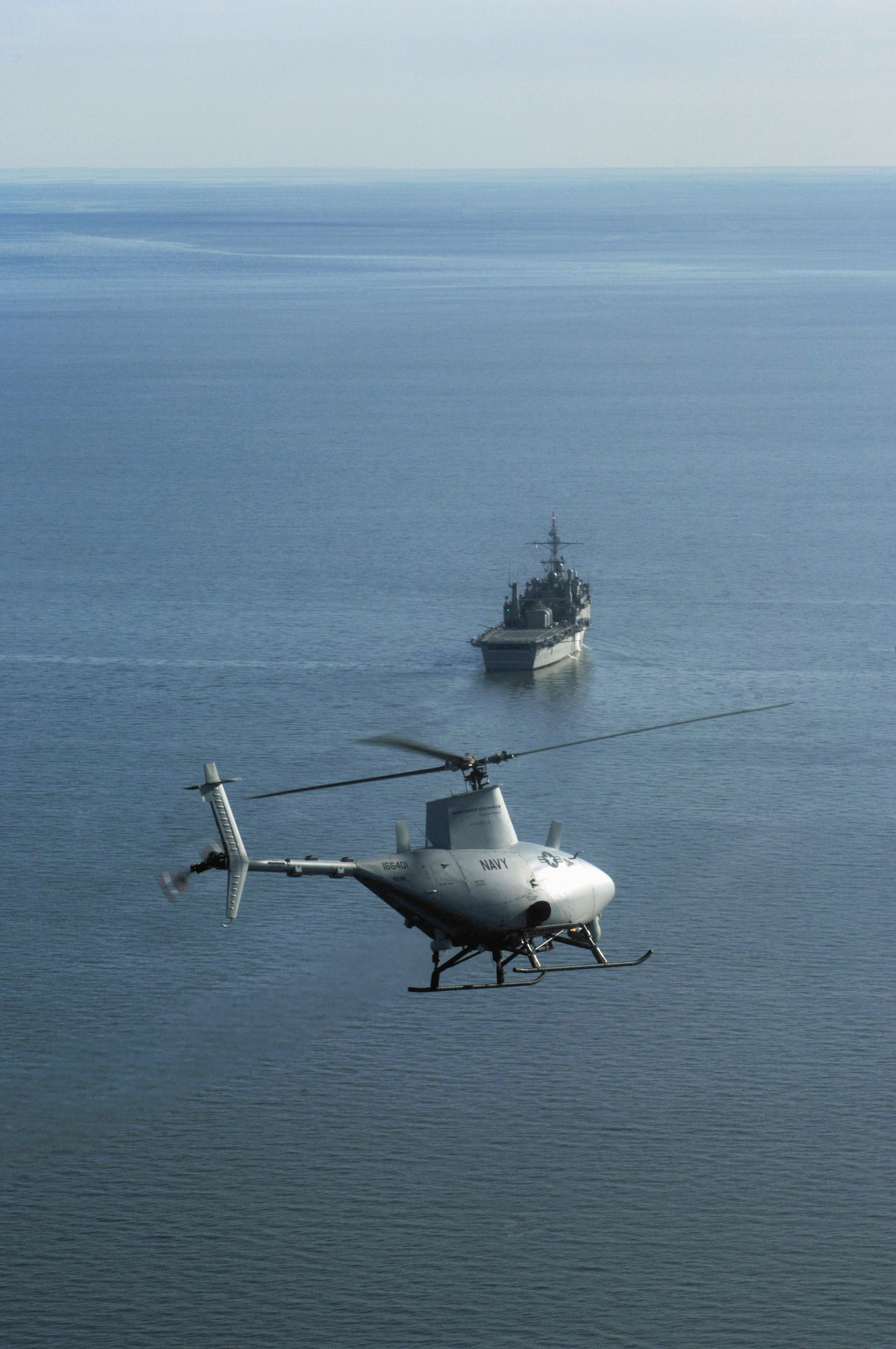
Després dels incidents a Perejil el govern espanyol aprovà una sèrie de compres per a l'Armada espanyola, com els nous helicopters teledirigits Fire Scout.

Les tropes de la Legió Espanyola van romandre sobre l'illa després que l'operació s'hagués completat. Els Estats Units van intervenir en la situació i, finalment, van aconseguir restablir l'statu quo ante bellum. Totes les tropes espanyoles es van retirar, i l'illa roman desocupada des d'aleshores, però reclamada per ambdós bàndols. BBC News va entrevistar a veïns de Madrid després del conflicte, i la majoria van mostrar suport a aquesta incursió. El polític a l'oposició Gaspar Llamazares, del partit Esquerra Unida, va dir que Espanya no havia de caure en el parany de la provocació per no arruïnar la seva imatge al nord d'Àfrica.
El Marroc va descriure l'acció com a «bàrbara i colonial» i va posar en relleu la manca de base jurídica sòlida i evidència legal sobre la sobirania espanyola de l'illa. Va ser recolzat durant aquesta crisi per tots els països membres de la Lliga Àrab, amb l'excepció d'Algèria, mentre que Espanya va rebre el suport de tots els països de la Unió Europea, amb l'excepció de Portugal i França.